# Монгу
Монгу (на английски: Mongu) е град в Западна Замбия. Намира се в Западната провинция на страната, на която е главен административен център. Разположен е близо до границата с Ангола и на около 620 km на запад от столицата Лусака. Близо е и до река Замбези. Монгу е селскостопански център с преобладаващо отглеждане на ориз и манго. Катедралата е една от архитектурните забележителности на града. Населението му е 49 818 жители, по данни от 2010 г.